# Feucherolles
Feucherolles este o comună franceză situată în departamentul Yvelines, în regiunea Île-de-France.

## Geografie
Comuna Feucherolles este situată în nord-estul departamentului Yvelines, la 12 kilometri sud-vest de Saint-Germain-en-Laye, reședința arondismentului, la 17 kilometri nord-vest de Versailles, prefectura departamentului, și la 10 kilometri de Poissy. Aceasta face parte din regiunea naturală a câmpiei Versailles.

### Comune limitrofe
|            | Orgeval Poissy | Aigremont Chambourcy  |
| Crespières |                |                       |
| Davron     | Chavenay       | Saint-Nom-la-Bretèche |

Teritoriul comunei, relativ vast, de 1.285 hectare, se întinde pe aproximativ 5 km de la nord la sud și 5 km de la est la vest. Acesta cuprinde trei părți: la nord, un platou situat la aproximativ 175 de metri altitudine, care face parte dintr-un lanț de înălțimi orientat est-vest între pădurea Marly și pădurea Alluets; la sud, o zonă de câmpie cu o pantă lină către sud, situată între 140 și 130 de metri altitudine, care aparține versantului nordic al văii pârâului Gally; între cele două, o zonă de tranziție destul de abruptă, unde se află situl istoric al satului.
Teritoriul comunei este în principal rural, în proporție de 80 %. Spațiul rural, care acoperă aproximativ 100 de hectare, este împărțit aproape în mod egal între terenuri agricole (culturi mari de cereale, livezi) și păduri. În special, partea de nord-est a comunei se află la extremitatea vestică a marii păduri Marly. Păduri se găsesc și la vest de sat. La aceste spații se adaugă 126 de hectare de spații verzi, inclusiv terenul de golf din Feucherolles, situat la est de sat.
Spațiul urbanizat reprezintă 130 de hectare (date din 1999), fiind constituit în principal din locuințe individuale.
Habitatul este concentrat în sat, care s-a extins spre nord și sud față de nucleul său istoric, de-a lungul fostului traseu al drumului RD 130. La nord, lotizările recente se unesc cu cătunul vechi Sainte-Gemme și marginea pădurii Marly, iar la sud, acestea sunt delimitate de drumul RD 307.

### Hidrografie
Din punct de vedere hidrografic, izvorul pârâului Buzot, afluent al Senei, se află în nord și curge spre nord-est, în direcția Chambourcy, urmând marginea pădurii Marly. Spre sud, limita comunei ajunge la aproximativ o sută de metri de pârâul Gally, în care se varsă fondul Noisseaux, o vale fără curs de apă permanent.

### Căi de comunicație și transporturi

#### Rețeaua rutieră
Comuna este traversată în partea sa de sud de drumul departamental 307, orientat est-vest, care duce spre Versailles și autostrăzile A13 și A12 la est și spre valea râului Mauldre la vest. De asemenea, este traversată de drumul departamental 30, orientat nord-sud, care conduce spre Poissy și autostrăzile A13 și A14 la nord și spre Plaisir la sud. Acest drum a fost deviat și ocolește satul pe partea de vest, având o intersecție denivelată cu drumul RD 307. Autostrada Normandiei traversează extremitatea estică a teritoriului comunei, în zona pădurii.

#### Transport feroviar
Gările cele mai apropiate sunt:
- La 4,8 km, gara Saint-Nom-la-Bretèche (L'Étang-la-Ville), care deservește în special gările La Défense și Saint-Lazare;
- La 5 km, gara Plaisir - Grignon, care deservește în principal gara Versailles-Chantiers și gara Paris-Montparnasse.

### Climă
În 2010, clima comunei era de tip oceanic al câmpiilor din Centru și de Nord, conform unui studiu a CNRS care se baza pe o serie de date care acoperă perioada 1971-2000. În 2020, Météo-France a publicat o tipologie a climei din Franța metropolitană în care comuna este expusă la un climat oceanic și se încadrează în regiunea climatică sud-vestică a bazinului parizian, caracterizată prin precipitații scăzute, în special în primăvară (120 până la 150 mm) și o iarnă rece (3,5 °C).
Pentru perioada 1971-2000, temperatura medie anuală este de 10,8 °C, cu o amplitudine termică anuală de 14,9 °C. Cantitatea medie anuală de precipitații este de 697 mm, cu 11 zile de precipitații în ianuarie și 8 zile în iulie. Pentru perioada 1991-2020, temperatura medie anuală observată la stația meteorologică cea mai apropiată, situată în comuna Maule la 10 km distanță în linie dreaptă, este de 11,8 °C, iar cantitatea medie anuală de precipitații este de 677,0 mm.
Pentru viitor, parametrii climatici estimati pentru comună, pentru anul 2050, conform diferitelor scenarii de emisii de gaze cu efect de seră, pot fi consultati pe un site dedicat publicat de Météo-France în noiembrie 2022.

## Urbanism

### Tipologie
La 1 ianuarie 2024, Feucherolles este clasificată ca fiind parte a centurii urbane, conform noii grile comunale de densitate cu șapte niveluri definită de INSEE (Institutul Național de Statistică și Studii Economice) în 2022. Comuna face parte din unitatea urbană Feucherolles, o unitate urbană monocomunală ce constituie un oraș izolat. În plus, comuna face parte din aria metropolitană a Parisului, fiind una dintre comunele de la periferie, această zonă reunind 1.929 de comune.

## Toponimie
Numele localității este atestat sub formele Felcherolis villa în anul 949 și Foucherolles în jurul anului 1272, în secolul al XIII-lea.
Este vorba despre un tip toponimic galo-roman FILICAROLA, format din termenul galo-roman FILICARIA, care înseamnă „ferigă” (cuvânt derivat din latinul clasic filix, filicis – „ferigă”, cf. italian felce, spaniol helecho), și sufixul diminutiv -OLA.
Forma cea mai comună este Fougerolles, unde sunetul [u] ar putea fi caracteristic unei variante regionale din vest, prezentă la origine.

## Istorie
Există mai multe dovezi ale unor ocupații foarte vechi: vârfuri de săgeți și monede. Ulterior, influența galo-romană (mari villae) și creștinismul (martiriul sfintei Gemme) au lăsat urme vizibile.
În Evul Mediu, invazia engleză a dus la construirea de fortificații sau la consolidarea reședințelor existente: castelul Sainte-Gemme și castelul Retz, ambele dispărute în prezent.
Urmează perioada monarhiei absolute, marcată de influența castelului Versailles și a Grand Parc. După Revoluție, în anul 1818, comuna Lanluets-Sainte-Gemme a fost fuzionată cu Feucherolles.

## Populația și societatea

### Date demografice
Evoluția numărului de locuitori este cunoscută prin recensămintele populației efectuate în comună începând din 1793. Pentru comunele cu mai puțin de 10 000 de locuitori, un recensământ al întregii populații este realizat la fiecare cinci ani, populațiile legale pentru anii intermediari fiind estimate prin interpolare sau extrapolare.
În 2022, comuna număra 3038 locuitori, în creștere cu +6,15 % față de 2016 (Yvelines: +2,72 %, Franța fără Mayotte: +2,11 %).
| An        | 1793 | 1821 | 1841 | 1856 | 1876 | 1886 | 1901 | 1921 | 1936 | 1962 | 1982 | 2006 | 2014 | 2022 |
| --------- | ---- | ---- | ---- | ---- | ---- | ---- | ---- | ---- | ---- | ---- | ---- | ---- | ---- | ---- |
| Populație | 219  | 507  | 651  | 564  | 682  | 692  | 675  | 714  | 749  | 1288 | 2178 | 2996 | 2815 | 3038 |

## Cultură locală și patrimoniu

### Locuri și monumente

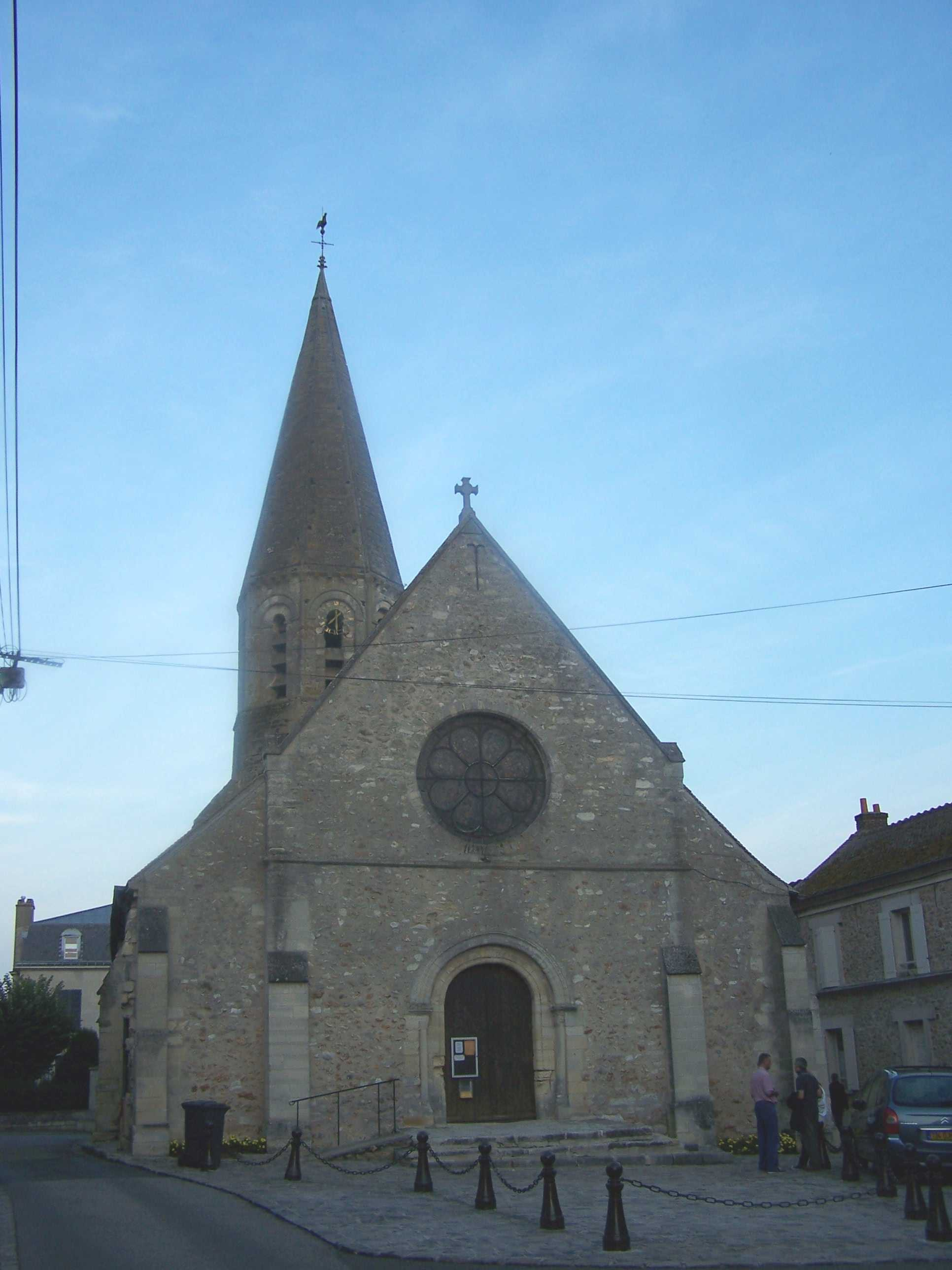
Biserica Sainte-Geneviève.

- Biserica Sainte-Geneviève

Biserica Sainte-Geneviève datează din secolele al XI-lea și al XII-lea. Dominată de un turn-clopotniță elegant cu opt laturi din piatră, este construită într-un stil mixt romanic și gotic. Nava și colateralele sunt decorate cu capiteluri sculptate „cu frunze de apă”. Biserica din Feucherolles este clasată monument istoric din 1886. Începând cu martie 2012, interiorul bisericii se află în renovare, după ce fațadele au fost restaurate.
- Presbiteriul

La data de 7 messidor an X (25 iunie 1802), prefectul a ordonat primarilor să interzică exercitarea funcțiilor de preot catolic clericilor căsătoriți. Primarul a fost nevoit să-l îndepărteze pe paroh, care se căsătorise. Preotul Boyer, trimis de episcop ca înlocuitor, a refuzat să rămână în Feucherolles, deoarece „nu există presbiteriu sau o locuință adecvată pentru el”. Pe 16 octombrie 1810, Louis Million a donat comunei un teren pentru construirea presbiteriului.
- Clos Saint-Antoine

Situată în apropierea bisericii, această casă veche a aparținut ordinului Genovéfinilor în jurul secolului al XVI-lea. Ea găzduiește un claustru care provine din vechiul târg de cereale din Beauvais. După ce a funcționat ca o han cunoscut, Clos Saint-Antoine este astăzi o proprietate privată.
- Castelul regal din Sainte-Gemme

Castelul regal din Sainte-Gemme, acum dispărut, făcea parte din patrimoniul istoric al regiunii.
- Fabrica de cărămizi din Feucherolles

Fosta fabrică de cărămizi, construită în 1828, a fost transformată în tipografie/papetărie pentru École universelle și ulterior, în 2016, a devenit o pepinieră de întreprinderi.

### Personalități
- Joe Dassin, cântăreț, compozitor și scriitor, a locuit împreună cu familia sa în comuna Feucherolles între 1975 și 1980[31]. Din 2011, un bust ce poartă efigia artistului a fost amplasat la intrarea centrului cultural care îi poartă numele, Espace Joe-Dassin, deschis odată cu inaugurarea sa. Sculptura, realizată din bronz, cântărește 30 kg și are o înălțime de 50 cm. Opera a fost creată de artistul Jean-Pierre Sauvegrain.
- Sheila, cântăreață franceză, a locuit în comuna Feucherolles.
- Yannick Noah, fost jucător de tenis și cântăreț, a locuit în comuna Feucherolles în anul 2003.
- Laurent Fournier, fost fotbalist și antrenor al PSG.
- Antoine Kombouaré, fost fotbalist și antrenor al PSG.
- Alain Roche, fost fotbalist la PSG, a locuit în comuna Feucherolles între 1992 și 1998.
- Vanessa Paradis și Johnny Depp, respectiv cântăreață și actor de cinema.
- Stéphane Sessègnon, fost jucător al PSG.
- Habib Beye, fost internațional de fotbal și antrenor[32].